# 아쿠에츠팔린
아쿠에츠팔린(학명:Acuetzpalin carranzai)은 어룡목 안공룡과에 속하는 어룡이다. 지금은 멸종된 종으로서 전체적인 몸길이가 4~6m인 거대한 어룡에 속한다.

## 특징
아쿠에츠팔린(고전 나후아틀어로 "물 도마뱀"이라는 뜻이다.)은 멕시코 키메르디안 라 카시타 층에서 발견된 오리너구리의 안룡류 어룡이다. 그것은 부분 골격으로 알려져 있으며 두개골은 놀라울 정도로 잘 보존되어 있다. 그것은 2020년에 기술된 최초의 어룡이며 2017년 이후 처음으로 기술된 새로운 어룡속이다. 2020년에 실시된 계통학적 분석에 따르면 아쿠에츠팔린은 오리너구리아과에 속하며 가장 유래가 높은 오리너구리에 속한다. 아쿠에츠팔린은 잘 발달된 지느러미를 가지고 있으며 이를 통해 바다에서 앞으로 유영하는 추진력을 얻었다. 눈이 매우 컸다. 양턱에는 총 20~30개의 날카로운 이빨들이 나 있다. 먹이로는 당대에 서식했던 물고기, 갑각류, 두족류를 주로 잡아먹고 살았을 육식성의 포식자로 추정되는 종이다.

## 생존시기와 서식지와 화석의 발견
아쿠에츠팔린이 생존했었던 시기는 중생대의 쥐라기 후기로서 지금으로부터 1억 6000만년전~1억 4500만년전에 생존했었던 종이다. 생존했었던 시기에는 중남미를 중심으로 하는 동부 태평양와 서부 대서양에서 주로 서식했었던 어룡이다. 화석의 발견은 2020년에 중남미의 국가 중에 하나인 멕시코의 쥐라기에 형성된 지층에서 중남미의 고생물학자들에 의하여 처음으로 화석이 발견되어 새롭게 명명된 종이다.

## 같이 보기
- 파충류
- 중생대
- 쥐라기
- 어룡
- 화석